# Mirtillina
La mirtillina è un antociano. È il 3-glucoside della delfinidina.  Può essere trovato in tutte le piante verdi, soprattutto nel ribes nero, nel mirtillo nero, in Hibiscus sabdariffa e nella Centella asiatica. Esso è responsabile del cambiamento di colore delle infiorescenze di Hydrangea macrophylla (ortensia) grazie al legame effettuato con ioni metallici per formare una metalloantocianina. Può assumere pertanto vari colori (rosso, malva, viola e blu)

## Metabolismo
L'enzima antocianina 3-O-glucoside 6″-O-idrossicinnamoiltransferasi produce delfinidina 3-(6"-p-cumaril)glucoside dalla mirtillina e p-cumaril-CoA nella via della biosintesi degli antociani.